# Foolish Games
"Foolish Games" is een nummer van de Amerikaanse singer-songwriter Jewel. Het nummer verscheen op haar debuutalbum Pieces of You uit 1995. Op 8 juli 1997 werd het nummer uitgebracht als de derde single van het album.

## Achtergrond
"Foolish Games" is geschreven door Jewel en geproduceerd door Peter Collin. Het nummer gaat over de frustratie wanneer iemands geliefde niet met dezelfde intensiteit van de ander houdt. De albumversie van het nummer werd niet uitgebracht als single; Jewel nam het opnieuw op om er een meer radiovriendelijk geluid aan te geven. Eerder deed zij dit ook al voor haar voorgaande singles "Who Will Save Your Soul"  en "You Were Meant for Me". De singleversie is een couplet korter dan de albumversie.
"Foolish Games" verscheen in 1997 op de soundtrack van de film Batman & Robin. Ter promotie van de film verscheen het nummer als single. Het werd een hit in een aantal landen: in Australië en Nieuw-Zeeland piekte de single op respectievelijk de 12e en 23e positie, terwijl in Canada de 2e positie werd behaald. Het werd niet als single uitgebracht in het Verenigd Koninkrijk en de Verenigde Staten. Het stond echter wel op de cd-single van de heruitgave van "You Were Meant for Me", waardoor de twee nummers in de Amerikaanse Billboard Hot 100 een dubbelnotering kregen. Hierdoor behaalde de single de tweede plaats in deze lijst.
In Nederland kwam de single respectievelijk tot de 9e en 10e positie in de Nederlandse Top 40 op Radio 538 en de Mega Top 100 op Radio 3FM.
In België bereikte de single de Vlaamse Ultratop 50 niet. De single bleef steken  op een 8e positie in de Vlaamse "Ultratip". In de Vlaamse Radio 2 Top 30 en de Waalse hitlijst werd géén notering behaald.
Voor "Foolish Games" ontving Jewel in 1998 een nominatie voor een Grammy Award in de categorie Best Female Pop Vocal Performance. Deze prijs werd echter gewonnen door "Building a Mystery" van Sarah McLachlan. In 2013 nam Jewel een nieuwe versie van het nummer op voor haar verzamelalbum Greatest Hits als duet met Kelly Clarkson.

## Hitnoteringen

### Nederlandse Top 40
| Hitnotering: 29-11-1997 t/m 14-03-1998 | Hitnotering: 29-11-1997 t/m 14-03-1998 | Hitnotering: 29-11-1997 t/m 14-03-1998 | Hitnotering: 29-11-1997 t/m 14-03-1998 | Hitnotering: 29-11-1997 t/m 14-03-1998 | Hitnotering: 29-11-1997 t/m 14-03-1998 | Hitnotering: 29-11-1997 t/m 14-03-1998 | Hitnotering: 29-11-1997 t/m 14-03-1998 | Hitnotering: 29-11-1997 t/m 14-03-1998 | Hitnotering: 29-11-1997 t/m 14-03-1998 | Hitnotering: 29-11-1997 t/m 14-03-1998 | Hitnotering: 29-11-1997 t/m 14-03-1998 | Hitnotering: 29-11-1997 t/m 14-03-1998 | Hitnotering: 29-11-1997 t/m 14-03-1998 | Hitnotering: 29-11-1997 t/m 14-03-1998 | Hitnotering: 29-11-1997 t/m 14-03-1998 | Hitnotering: 29-11-1997 t/m 14-03-1998 |
| Week                                   | 1                                      | 2                                      | 3                                      | 4                                      | 5                                      | 6                                      | 7                                      | 8                                      | 9                                      | 10                                     | 11                                     | 12                                     | 13                                     | 14                                     | 15                                     |                                        |
| -------------------------------------- | -------------------------------------- | -------------------------------------- | -------------------------------------- | -------------------------------------- | -------------------------------------- | -------------------------------------- | -------------------------------------- | -------------------------------------- | -------------------------------------- | -------------------------------------- | -------------------------------------- | -------------------------------------- | -------------------------------------- | -------------------------------------- | -------------------------------------- | -------------------------------------- |
| Positie                                | 26                                     | 14                                     | 12                                     | 11                                     | 9                                      | 10                                     | 12                                     | 13                                     | 16                                     | 14                                     | 14                                     | 17                                     | 18                                     | 23                                     | 36                                     | uit                                    |

### Mega Top 100
| Hitnotering: 08-11-1997 t/m 16-05-1998 | Hitnotering: 08-11-1997 t/m 16-05-1998 | Hitnotering: 08-11-1997 t/m 16-05-1998 | Hitnotering: 08-11-1997 t/m 16-05-1998 | Hitnotering: 08-11-1997 t/m 16-05-1998 | Hitnotering: 08-11-1997 t/m 16-05-1998 | Hitnotering: 08-11-1997 t/m 16-05-1998 | Hitnotering: 08-11-1997 t/m 16-05-1998 | Hitnotering: 08-11-1997 t/m 16-05-1998 | Hitnotering: 08-11-1997 t/m 16-05-1998 | Hitnotering: 08-11-1997 t/m 16-05-1998 | Hitnotering: 08-11-1997 t/m 16-05-1998 | Hitnotering: 08-11-1997 t/m 16-05-1998 | Hitnotering: 08-11-1997 t/m 16-05-1998 | Hitnotering: 08-11-1997 t/m 16-05-1998 |
| Week                                   | 1                                      | 2                                      | 3                                      | 4                                      | 5                                      | 6                                      | 7                                      | 8                                      | 9                                      | 10                                     | 11                                     | 12                                     | 13                                     | 14                                     |
| -------------------------------------- | -------------------------------------- | -------------------------------------- | -------------------------------------- | -------------------------------------- | -------------------------------------- | -------------------------------------- | -------------------------------------- | -------------------------------------- | -------------------------------------- | -------------------------------------- | -------------------------------------- | -------------------------------------- | -------------------------------------- | -------------------------------------- |
| Positie                                | 82                                     | 50                                     | 26                                     | 18                                     | 17                                     | 14                                     | 10                                     | 12                                     | 11                                     | 12                                     | 12                                     | 13                                     | 12                                     | 14                                     |
| Week                                   | 15                                     | 16                                     | 17                                     | 18                                     | 19                                     | 20                                     | 21                                     | 22                                     | 23                                     | 24                                     | 25                                     | 26                                     | 27                                     |                                        |
| Positie                                | 15                                     | 21                                     | 24                                     | 30                                     | 40                                     | 45                                     | 50                                     | 59                                     | 67                                     | 72                                     | 71                                     | 73                                     | 76                                     | uit                                    |

### NPO Radio 2 Top 2000
| Nummer met noteringen in de NPO Radio 2 Top 2000 | '01 | '02 | '03 | '04 | '05 | '06 | '07 | '08 | '09  | '10  | '11  | '12  | '13  | '14  | '15  | '16  | '17  | '18  | '19  | '20  | '21 | '22  |
| ------------------------------------------------ | --- | --- | --- | --- | --- | --- | --- | --- | ---- | ---- | ---- | ---- | ---- | ---- | ---- | ---- | ---- | ---- | ---- | ---- | --- | ---- |
| Foolish Games                                    | 466 | 320 | 331 | 598 | 696 | 687 | 674 | 589 | 1045 | 1177 | 1133 | 1270 | 1136 | 1376 | 1380 | 1556 | 1639 | 1638 | 1806 | 1790 | -   | 1977 |

1. ↑  Een '-' betekent dat het nummer niet was genoteerd en een vetgedrukt getal geeft de hoogste notering aan.
2. ↑  2001 was het eerste jaar met een notering voor dit nummer.
3. ↑  Deze tabel is bijgewerkt tot en met de laatste editie (2024).